# La femme et le TGV
La femme et le TGV és un curtmetratge de  Suïssa en francès del 2016 dirigit per Timo von Gunten. Va rebre elogis de la crítica i va ser nominat a molts premis de la indústria, inclòs el Oscar al millor curtmetratge als Premis Oscar de 2016 amb el productor Giacun Caduff.

## Argument
Una vídua solitària, Elise, viu al costat d'una línia de ferrocarril TGV a Suïssa i es compromet a onejar una bandera suïssa al tren durant el seu pas dues vegades al dia. De dia dirigeix una fleca a la ciutat que té pocs clients. A l'altra banda del carrer de la seva fleca hi ha un estudi de dansa que rep la visita d'un jove, Jacques, que condueix de manera temerària a la ciutat i s'aparca il·legalment davant de la fleca per visitar la seva xicota, per consternació de l'Elise.
Mentrestant, l'Elise rep una carta, llançada per la finestra d'un tren que passa, d'en Bruno, un maquinista de TGV, agraint-li la seva bandera onejant. Emocionada, aconsegueix establir contacte amb Bruno i els dos desenvolupen una relació, ell li envia cartes i paquets regularment. A través de les seves cartes i trucades telefòniques, es revela que originalment ella va saludar als trens amb el seu fill, i quan va créixer i es va allunyar, va continuar com una manera de mantenir-se a prop d'ell.
El dia del seu aniversari, el seu fill Pierre ve de visita. Ella li diu que "ha conegut algú" i ell reacciona enfadat, i després intenta convèncer-la perquè es mudi a una residència de jubilats. Enfadada, se'n va mentre ell atén una trucada i corre cap a casa per saludar el tren, però el tren no arriba. Va caminant per les vies per veure si queda alguna carta o paquet i Pierre la troba allà. L'abraça i li dóna el fullet de la residència de jubilats. Ella entra i enfadada truca al ferrocarril només per descobrir que el TGV s'ha desviat i ja no passarà. S'adorm en una cadira, no va trucar a la seva porta.
Al matí descobreix una carta de Bruno sota la porta. Escriu que li sap greu haver-la trobat a faltar, que trobarà a faltar veure-la al seu pas i que marxarà en tren des de Zuric més tard aquell matí. L'Elise puja a la seva bicicleta i corre per conèixer-lo. Tot i que va amb bicicleta prou ràpid com per crear una brisa, a l'exterior de la ciutat s'adona que no arribarà a Zuric a temps. Es troba amb Jacques que la fa passejar amb el seu automòbil. L'Elise, encara amb la seva camisa de nit, corre per l'estació de tren però arriba a l'andana just quan s'han tancat les portes, deixant-la visiblement decebuda. Però Bruno, assegut en un cotxe de passatgers, la veu i la crida pel seu nom, colpejant la finestra del tren. Finalment el veu, però després s'adona del seu fill, assegut al seu costat, mentre el tren surt. Jacques la consola. De tornada a la ciutat, la fleca d'Elise, després d'un tancament per remodelació, reobre a una gran multitud, amb Jacques contractat per ajudar. L'Elise reflexiona sobre l'experiència i s'adona que li ha donat un nou desig de tornar a relacionar-se amb la vida.
A l'epíleg, es mostra un vídeo de la dona real en la qual es basa la història.

## Repartiment
- Jane Birkin com a Elise
- Julie Dray com a professora de dansa
- Nicolas Heini com el fill de Bruno
- Lucien Guignard com Jacques
- Manuela Biedermann com a Charlotte
- Viola de Scarpatetti com a Dustlady
- Gilles Tschudi com a Bruno
- Mathieu Bisson com a Pierre

## Premis
- Nominat: Oscar al millor curtmetratge[4]
- Finalista: Music + Sound Awards (International) «Millor banda sonora de curtmetratge»[5]
- Guanyador: Millor curtmetratge d'imatge real de més de 15 minuts, Reel Shorts Film Festival[6]
- Guanyador: Premis del Cinema Suís «Millor curtmetratge»[7]
- Guanyador: Premi Noves Visions, petit format, al  XLIX Festival Internacional de Cinema Fantàstic de Catalunya.[8]